# Belvosia cuculliae
Belvosia cuculliae är en tvåvingeart som först beskrevs av Robineau-desvoidy 1830.  Belvosia cuculliae ingår i släktet Belvosia och familjen parasitflugor.
Artens utbredningsområde är Frankrike. Inga underarter finns listade i Catalogue of Life.